# Головний мозок людини
Головний мозок людини (лат. cerebrum hominis) — головний орган центральної нервової системи (ЦНС), що складається з маси взаємозалежних нервових клітин.

## Загальні відомості

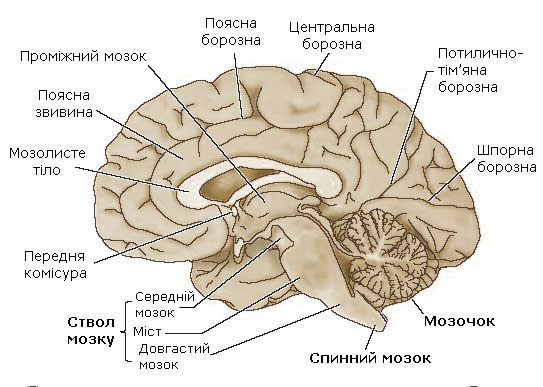
Головний мозок. Сагітальний переріз.

Головний мозок людини займає всю порожнину черепа, кістки якого захищають масу мозку від зовнішніх механічних ушкоджень. Під час росту й розвитку головний мозок набуває форми черепа. Ззовні мозок нагадує драглисту масу жовтувато-рожевого забарвлення, тому в давні часи вважали, що це речовина, яка охолоджує кров, і при бальзамуванні трупів його не зберігали.
Маса мозку немовляти 380—400 г. Маса мозку однорічної дитини досягає 800 г. У молодших школярів маса головного мозку 1250−1300 г, що майже відповідає масі мозку дорослої людини. Середня маса мозку в чоловіків — 1375 г, у жінок — 1275 г. У чоловіків він становить 2 % загальної маси тіла, у жінок — 2,5 %. Довгий час панувала думка, що від маси мозку залежать розумові здібності людини: чим більша маса мозку, тим обдарованіша людина. Але, як з'ясувалося пізніше, це не так. Наприклад, мозок Івана Тургенєва важив 2012 г, а мозок Анатоля Франса — 1017. Найважчий мозок — 2900 г — виявили в індивіда, який прожив усього 3 роки. Мозок його у функціональному відношенні був неповноцінним. Встановлено, що інтелект людини знижується лише в тому випадку, коли його маса зменшується до 900 г і менше.
Поки що прямої залежності між масою мозку та розумовими здібностями людини не виявлено. Але з'ясована гранична маса мозку (900 г), за межею якої він вважається неповноцінним.
Загалом ступінь розвитку мозку оцінюють за співвідношенням маси спинного мозку до головного. Так, у кішок воно — 1:1, у собак — 1:3, у нижчих мавп — 1:16, у людини — 1:50.

## Будова головного мозку
Людський мозок становить 91-95 % ємності черепа, він складається з трьох відділів: мозкового стовбура, підкоркового відділу та кори великого мозку.
Стовбурова частина головного мозку складається з довгастого мозку, моста, середнього мозку і проміжного мозку.
- Довгастий мозок є продовженням догори спинного мозку, форму якого він зберігає.

- Середній мозок лежить ще вище. На його верхній поверхні добре видно дві пари горбків чотиригорбкового тіла.

- Проміжний мозок розташований найвище у стовбурі. Від нижньої його поверхні відходить гіпофіз.

Всередині стовбура проходить канал, що подекуди розширяється. Він є продовженням спинномозкового каналу.
Більша частина поверхні стовбура мозку вкрита білою речовиною. Сіра речовина утворює ядра всередині стовбура. Від ядер починаються дванадцять пар черепномозкових нервів.

### Функції стовбура
У сірій речовині мозкового стовбура знаходиться дихальний центр. Тут же лежать серцевий і судиноруховий центри, в яких відбувається перехід збудження з різних доцентрових нервів на відцентрові нерви серця і кровоносних судин.
У стовбурі мозку розташовані центри, які регулюють скорочення м'язів, від яких залежать поза людини і всі її рухи.

## Оболони головного мозку
Головний мозок, як і спинний, покритий трьома мозковими оболонами: м'якою, павутинною і твердою.

### Термінологія
З початку 2000-х років рекомендують для використання в українській медичній термінології термін «мозкові оболони», для означення всіх інших (райдужної, слизових тощо) і надалі рекомендують використовувати термін «оболонки».

### М'яка оболона
М'яка, або судинна, оболона головного мозку (лат. ріа mater encephali) безпосередньо прилягає до речовини мозку, заходить у всі борозни, покриває всі звивини. Складається вона з пухкої сполучної тканини, в якій розгалужуються численні судини, що живлять мозок. Від судинної оболони відходять тоненькі відростки сполучної тканини, які заглиблюються в масу мозку.

### Павутинна оболона

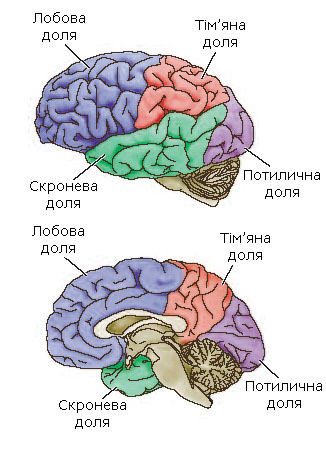
Долі великих півкуль головного мозку

Павутинна оболона головного мозку (лат. arachnoidea encephali) — тоненька, напівпрозора, не має судин. Вона щільно прилягає до звивин мозку, але не заходить у борозни, внаслідок чого між судинною й павутинною оболонами утворюються підпавутинні цистерни, заповнені спинномозковою рідиною, за рахунок якої й відбувається живлення павутинної оболони. Найбільша мозочково-довгаста цистерна розміщена позаду четвертого шлуночка, в неї відкривається серединний отвір четвертого шлуночка; цистерна бічної ямки лежить у бічній борозні великого мозку; міжніжкова — між ніжками мозку; цистерна перехрестя — у місці зорової хіазми (перехрестя).

### Тверда оболона
Тверда мозкова оболона (лат. dura mater encephali) — окістя для внутрішньої мозкової поверхні кісток черепа. У цій оболоні спостерігається найвища концентрація больових рецепторів в організмі людини, в той час як в самому мозку больові рецептори відсутні.
Тверда мозкова оболона побудована із щільної сполучної тканини, вистеленої зсередини пласкими зволоженими клітинами, що щільно зростаються з кістками черепа в ділянці його внутрішньої основи. Між твердою й павутинною оболонами є субдуральний простір, заповнений серозною рідиною.

## Структурні частини мозку
Довгастий мозок (medulla oblongata) розвивається із п'ятого мозкового пухирця (додаткового). Довгастий мозок є продовженням спинного мозку з порушеною сегментальністю. Сіра речовина довгастого мозку складається з окремих ядер черепних нервів. Біла речовина — це провідні шляхи головного і спинного мозку, що тягнуться догори в мозковий стовбур, а звідти до спинного мозку.
На передній поверхні довгастого мозку міститься передня серединна щілина, з обох боків якої лежать потовщені білі тяжі, які називають пірамідами. Піраміди донизу звужуються в зв'язку з тим, що частина їхніх волокон переходить на протилежний бік, утворюючи перехрестя пірамід, котрі утворюють бічний пірамідний шлях. Частина білих волокон, що не перехрещуються, утворюють прямий пірамідний шлях.
Міст (pons) лежить вище довгастого мозку. Це потовщений валик із поперечно розміщеними волокнами. Центром його проходить основна борозна (лат. sulcus basilaris), в якій лежить основна артерія (arteria basilaris). По обидва боки борозни є значні підвищення, утворені пірамідними шляхами. Міст складається з великої кількості поперечних волокон, які утворюють його білу речовину — нервові волокна. Між волокнами чимало скупчень сірої речовини, яка утворює ядра мосту. Продовжуючись до мозочка, нервові волокна утворюють його середні ніжки.
Мозочок (cerebellum) лежить на задній поверхні мосту й довгастого мозку в задній черепній ямці. Складається із двох півкуль і черв'яка, який з'єднує півкулі між собою. Маса мозочка 120—150 грамів.
Мозочок відокремлюється від великого мозку горизонтальною щілиною, в якій тверда мозкова оболона утворює намет мозочка (tentorium cerebelli), натягнутий над задньою ямкою черепа. Кожна півкуля мозочка складається з сірої та білої речовини.
Сіра речовина мозочка міститься поверх білої у вигляді кори. Нервові ядра лежать усередині півкуль мозочка, що складаються переважно з білої речовини. Кора півкуль утворює паралельно розташовані борозни, між якими є звивини такої ж форми. Борозни поділяють кожну півкулю мозочка на декілька часток. Одна з часток — клаптик, що прилягає до середніх ніжок мозочка, виділяється більше за інших. Вона філогенетично найдавніша. Клаптик і вузлик черв'яка з'являються вже у нижчих хребетних і пов'язані з функціонуванням вестибулярного апарату.
Кора півкуль мозочка складається з двох шарів нервових клітин: зовнішнього молекулярного й зернистого. Товщина кори 1-2,5 мм.
Сіра речовина мозочка розгалужується в білій (на серединному розрізі мозочка видно ніби гілочку вічнозеленої туї), тому її називають деревом життя мозочка (arbor vitae cerebelli).
Мозочок трьома парами ніжок з'єднується зі стовбуром мозку. Ніжки представлені пучками волокон. Нижні (хвостові) ніжки мозочка йдуть до довгастого мозку, їх називають ще вірьовчастими тілами. До їхнього складу входить задній спинномозково-мозочковий шлях.

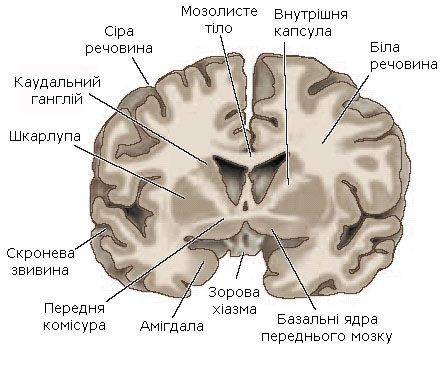
Фронтальний переріз — 1

Середні (мостові) ніжки мозочка з'єднуються з мостом, у них проходять поперечні волокна до нейронів кори півкуль. Через середні ніжки проходить кірково-мостовий шлях, завдяки якому кора великого мозку впливає на мозочок.
Верхні ніжки мозочка у вигляді білих волокон ідуть у напрямку до середнього мозку, де розміщуються поздовж ніжок середнього мозку й тісно до них прилягають. Верхні (черепні) ніжки мозочка складаються переважно з волокон його ядер і служать основними шляхами, що проводять імпульси до зорових горбків, підзоровогорбкової ділянки та червоних ядер.
Ніжки розташовані спереду, а покришка (operculum) — ззаду. Між покришкою та ніжками пролягає водопровід середнього мозку (водопровід Сільвія). Він з'єднує четвертий шлуночок із третім.
Головна функція мозочка — рефлекторна координація рухів і розподіл м'язового тонусу.
Середній мозок (mesencephalon) розташований між мостом і проміжним мозком. Дах середнього мозку (tectum mesencephali) лежить над його покришкою й прикриває зверху водопровід середнього мозку. На покришці міститься пластинка даху (чотиригорбкове тіло). Два верхні горбки пов'язані з функцією зорового аналізатора, виступають центрами орієнтовних рефлексів на зорові подразники, а тому називаються зоровими. Два нижні горбки — слухові, пов'язані з орієнтовними рефлексами на звукові подразники. Верхні горбки пов'язані з латеральними колінчастими тілами проміжного мозку за допомогою верхніх ручок, нижні горбки — нижніми ручками з медіальними колінчастими тілами.
Від пластинки даху починається покришко-спинномозковий шлях, який зв'язує головний мозок зі спинним. Ним проходять еферентні імпульси у відповідь на зорові та і слухові подразнення.
Великі півкулі головного мозку. До них належать частки півкуль (лобова частка, скронева частка, тім'яна частка й потилична частка), кора головного мозку (плащ), базальні ганглії, нюховий мозок і бічні шлуночки. Півкулі мозку розділені поздовжньою щілиною, в заглибині якої міститься мозолисте тіло, що їх з'єднує. На кожній півкулі розрізняють такі поверхні:
1. верхньобічну, опуклу, обернену до внутрішньої поверхні склепіння черепа;
2. нижню поверхню, розміщену на внутрішній поверхні основи черепа;
3. медіальну поверхню, якою півкулі з'єднуються між собою.

У кожній півкулі є частини, що найбільше виступають: спереду, — лобовий полюс, позаду — потиличний полюс, збоку — скроневий полюс. Окрім того, кожна півкуля великого мозку розділяється на чотири великі частки: лобову, тім'яну, потиличну та скроневу. У заглибині бічної ямки-мозку лежить невеличка частка — острівець. Півкуля поділена на частки борознами і щілинами. Найглибша з них — бічна, або латеральна, ще вона називається Сільвієвою борозною. Бічна борозна відділяє скроневу частку від лобової та тім'яної. Від верхнього краю півкуль опускається вниз центральна борозна, або борозна Роланда. Вона відділяє лобову частку мозку від тім'яної. Потилична частка відділяється від тім'яної лише з боку медіальної поверхні півкуль — тім'яно-потиличною борозною.
Півкулі великого мозку ззовні вкриті сірою речовиною, що утворює кору великого мозку, або плащ. У корі налічується 16 млрд клітин, а якщо взяти до уваги, що кожна з них має від 7 до 10 тисяч зв'язків із сусідніми клітинами, то можна зробити висновок про гнучкість, стійкість і надійність функцій кори. Поверхня кори значно збільшується за рахунок борозен і звивин. Кора філогенетична є найновішою структурою мозку, її площа приблизно 220 тисяч мм².
За оцінками, дорослий людський мозок містить 86 ± 8 мільярдів нейронів з приблизно рівною кількістю (85 ± 10 мільярдів) ненейрональних клітин. З цих нейронів 16 мільярдів (19 %) знаходяться в корі головного мозку, а 69 мільярдів (80 %) знаходяться в мозочку.